# Europese Challenge Tour 1992
De Europese Challenge Tour bestond in 1992 uit veertig toernooien, waarvan er twaalf door een Zweedse speler werden gewonnen. Michael Krantz was de enige speler die in 1992 drie toernooien won.

## Tourschema van 1992
| 1992                     | Toernooi                       | Land        | Winnaar            | Info |
| ------------------------ | ------------------------------ | ----------- | ------------------ | ---- |
| 5 - 8 december           | Ivory Coast Open               | Ivoorkust   | Michel Besanceney  |      |
| 12 - 15 december         | Nigeriaans Open                | Nigeria     | James Lebbie       |      |
| 9 - 12 januari           | Zimbabwe Open                  | Zimbabwe    | Mark McNulty       |      |
| 16 - 19 januari          | Zambia Open                    | Zambia      | Jeremy Robinson    |      |
| 23 - 26 januari          | Kenya Open                     | Kenia       | André Bossert      |      |
| 9 - 12 april             | Tessali Open                   | Italië      | Anders Gillner     |      |
| 30 april - 3 mei         | Pro 2000 - Challenge Dumez     | Frankrijk   | Jonathan Lomas     |      |
| 7 - 10 mei               | Audi Quattro Trophy            | Duitsland   | Pierre Fulke       |      |
| 13 - 16 mei              | Liebig Ligurian Open           | Italië      | Nick Godin         |      |
| 14 - 17 mei              | Pro 2000 - Challenge Chargeurs | Frankrijk   | Géry Watine        |      |
| 21 - 24 mei              | Open Vittel                    | Frankrijk   | Roy Mackenzie      |      |
| 21 - 24 mei              | Ramlosa Open                   | Zweden      | Magnus Jönsson     |      |
| 28 - 31 mei              | Open de Dijon Bourgogne        | Frankrijk   | Jeremy Robinson    |      |
| 28 - 31 mei              | Siab Open                      | Zweden      | Mikael Krantz      |      |
| 3 - 6 juni               | Club Med Open                  | Italië      | Mark Litton        |      |
| 10 - 12 juni             | Clydesdale Bank Northern Open  | Schotland   | Peter Smith        |      |
| 12 - 14 juni             | Stiga Open                     | Zweden      | Pierre Fulke       |      |
| 18 - 21 juni             | Milano Open                    | Italië      | Nick Godin         |      |
| 26 - 28 juni             | Olivier Barras Memorial        | Zwitserland | Jeff Hall          | OoM  |
| 2 - 5 juli               | Bank Austria Open              | Oostenrijk  | Stephen Dodd       |      |
| 10 - 12 juli             | Neuchâtel Open SBS Trophy      | Zwitserland | Heinz Peter Thuel  | OoM  |
| 10 - 12 juli             | Volvo Finnish Open             | Finland     | Henrik Bergquist   |      |
| 14 - 17 juli             | Pro Am Moet & Chandon du Leman | Zwitserland | Tim Planchin       |      |
| 23 - 26 juli             | Open des Volcans               | Frankrijk   | Mikael Krantz      |      |
| 28 - 30 juli             | Quietwaters Challenge          | Engeland    | Craig Cassells     |      |
| 5 - 8 augustus           | Rolex Trophy                   | Zwitserland | Ronald Stelton     | OoM  |
| 6 - 9 augustus           | SI Compaq Open                 | Zweden      | Joakim Haeggman    |      |
| 13 - 16 augustus         | Länsförsäkringar Open          | Zweden      | Steven Bottomley   |      |
| 19 - 21 augustus         | SM Matchplay                   | Zweden      | José Cantero       |      |
| 19 - 21 augustus         | East Sussex National Challenge | Engeland    | Simon D. Hurley    |      |
| 28 - 30 augustus         | Audi Open                      | Duitsland   | Paul Affleck       |      |
| 28 - 30 augustus         | Västerås Open                  | Zweden      | Joakim Rask        |      |
| 28 - 30 augustus         | Perrier European Pro Am        | België      | Magnus Persson     | OoM  |
| 2–4 september            | Gore-Tex Fabrics Challenge     | Schotland   | Brian Nelson       |      |
| 3 - 6 september          | Pro 2000 - Omnium Bayer        | Frankrijk   | Jesús María Arruti |      |
| 11 - 13 september        | Playboy Charity Challenge      | Tsjechië    | Lucien Tinkler     |      |
| 11 - 13 september        | Uppsala International          | Zweden      | Tony Edlund        |      |
| 23 - 26 september        | Pro 2000 - Challenge Novotel   | Frankrijk   | Mikael Krantz      |      |
| 24 - 27 september        | Dutch Challenge Open           | Nederland   | John Coe           |      |
| 28 september - S oktober | Bulles Laurent Perrier         | Frankrijk   | Géry Watine        | OoM  |

OoM = Telt niet mee voor de Order of Merit
1990 ·
1991 ·
1992 ·
1993 ·
1994 ·
1995 ·
1996 ·
1997 ·
1998 ·
1999 ·
2000 ·
2001 ·
2002 ·
2003 ·
2004 ·
2005 ·
2006 ·
2007 ·
2008 ·
2009 ·
2010 ·
2011 ·
2012 ·
2013 ·
2014